# Katastrofa lotu Air Florida 90
Katastrofa lotnicza w Waszyngtonie – katastrofa lotnicza samolotu Boeinga 737, należącego do amerykańskiego towarzystwa lotniczego Air Florida (rejs nr 90 – „Palm 90”), która wydarzyła się 13 stycznia 1982 roku w stolicy Stanów Zjednoczonych, Waszyngtonie. Zginęło w niej 78 osób, w tym cztery osoby przebywające na ziemi.

## Wstęp
13 stycznia 1982 roku Waszyngton znalazł się pod wpływem zimowej pogody: padał śnieg i było mroźno. W drugim tygodniu roku, całe wschodnie wybrzeże USA zostało sparaliżowane przez mrozy i zamiecie śnieżne z intensywnymi opadami. Z powodu pogody władze przerwały naukę w szkołach, urzędy wcześniej kończyły pracę. Dotyczyło to również prac Kongresu. Pogoda w stolicy USA miała wpływ na sytuację komunikacyjną na Florydzie.
O godzinie 11:00 port lotniczy w Miami opuścił rejs nr 95, towarzystwa Air Florida, kierując się w stronę Waszyngtonu. Trzynastoletni Boeing 737-222 B (nr rejestracyjny: N62AF) miał tego samego dnia powrócić lotem nr 90 na Florydę - do Fort Lauderdale, przez Tampę.

## Opóźnienia
O godzinie 13:29 samolot pilotowany przez kapitana Larry'ego Wheatona wylądował w porcie lotniczym Waszyngton Ronalda Reagana.
Maszyna zajęła miejsce przy bramce B12. W kolejny rejs miała udać się po 45 minutach, ale rozkład lotu uległ zmianie. Z powodu nieustających opadów śniegu lotnisko na krótko otwarte w południe ponownie zamknięto. Personel lotniska musiał odśnieżyć pas nr 18/36.
O godzinie 13:38 zamknięto krajowy port lotniczy na przedmieściach Waszyngtonu w hrabstwie Arligton Washington National Airport (lotnisko to obecnie nosi nazwę Ronalda Reagana). Czas otwarcia lotniska przewidywano na 14:30. W tym czasie gotowy do lotu samolot był przy bramce B12 i pokrywał się śniegiem. Kapitan Larry Wheaton polecił odśnieżyć skrzydła i kadłub maszyny. 
O godzinie 14:20 personel naziemny rozpoczął odśnieżanie lewej partii Boeinga, ale chemiczna substancja - w formie ciekłego sprayu - służąca do usuwania pokrywy śnieżnej z kadłuba, została rozprowadzona jedynie na długości około trzech metrów, gdyż kapitan przerwał operację z powodu dalszego wydłużenia czasu postoju w Waszyngtonie. 
O godzinie 14:30 74 podróżnych zajęło miejsca w samolocie mającym odlecieć do Tampy. W kwadrans później kapitan ponownie zarządził odśnieżanie maszyny. Najpierw oczyszczono jej lewą stronę. Mechanicy nie zabezpieczyli jednak w żaden sposób silników samolotu. O godz. 15:10 uznano, że oczyszczanie samolotu zostało zakończone. Personel naziemny zgłosił jedynie warstwę "niewielkiego pyłu" śniegowego na skrzydłach. 
Port lotniczy został otwarty o 14:53. Na pokładzie znajdowało się m.in. troje dzieci i pięcioosobowa załoga. 
O godzinie 15:15 wszystkie wejścia do samolotu zostały zablokowane i po ośmiu minutach rozpoczęto wypychanie (ang. push-back).  Maszyna kołowała za DC-9 nowojorskich linii lotniczych (New York Air) - była szesnastą w kolejce do odlotu. 
W trakcie procedur kołowania na pas, na kadłubie i skrzydłach Boeinga 737 w dalszym ciągu tworzyła się warstwa śniegu i lodu. Kapitan Wheaton zadecydował o użyciu gorącego strumienia gazów spalinowych, wylatujących z silników kołującego przed nim DC-9 jako sposobu na stopienia warstwy śniegu na swoim samolocie.

## Start i katastrofa
Godzina 15.38. Samolot skończył kołowanie, zajmując miejsce startowe na pasie nr 36. W tym momencie rejs nr 90 miał ponad półtorej godziny opóźnienia.
Godzina 15.57.42 Po starcie samolotu DC-9, przyszedł czas na rejs nr 90 Air Florida. W kokpicie maszyny, załoga sprawdziła tzw. checklistę, a chwilę później otrzymała pozwolenie na start.
O 15.58 maszyna zaczęła się rozpędzać. Lecz po chwili II pilot zauważył problemy, m.in. z osiągnięciem prędkości startowej. Problem ten zauważyli również niektórzy pasażerowie. Jeden z ocalałych stwierdził, iż maszyna wystartowała z prędkością mniejszą niż zwykle. Pomimo czterokrotnego zwrócenia uwagi kapitanowi o tym fakcie przez II pilota, kapitan nie przerwał procedury startu. 
W ciągu 45 sekund maszyna przemierzyła ok. 1,6 km pasa startowego. Dopiero po tym czasie osiągnęła prędkość startową. Podczas rutynowego startu samolot tego typu potrzebuje jedynie pół minuty i tylko jeden kilometr pasa, aby osiągnąć prędkość potrzebną do poderwania maszyny w powietrze.
Po oderwaniu się od pasa startowego, maszyna zaczęła się zbyt wolno wznosić. Po chwili dostała silnych wibracji kadłuba, jej dziób opadł, a w kokpicie pojawił się alarm przeciągnięcia. Tzw. stick shaker uruchomił się zaraz po oderwaniu kół podwozia Boeinga od ziemi. 
Odrzutowiec, lecąc zbyt nisko, zbliżył się do mostu na 14. Ulicy. Z powodu śnieżycy, na tej ulicy utworzył się korek. Kilka sekund później samolot runął na most ze stojącymi na nim samochodami.
Godzina 16.01. W kilka sekund po starcie, samolot uderzył i przeciął zachodnie bariery północnego przęsła mostu przy 14. Ulicy, 2 sekundy później maszyna rozbiła się o lodową pokrywę rzeki Potomak. Zerwane zostało 12 metrów konstrukcji i 29 metrów balustrady. Zmiażdżonych zostało 6 samochodów osobowych i ciągnik ciężarówki. W samolocie zginęły 74 osoby, na moście na miejscu zginęło 4 kierowców. Rannych zostało 9 osób (5 osób z samolotu i czterech z mostu), w tym jedna osoba odniosła rany zagrażające życiu. Podwozie maszyny minęło niektóre auta w odległości kilkunastu centymetrów.

## Akcja ratownicza
Katastrofę przeżyło 5 osób znajdujących się na pokładzie samolotu. Czworo z nich zawdzięcza życie innemu pasażerowi, Arlandowi D. Williamsowi Juniorowi, który - gdy przyleciał helikopter ratowniczy - nie skorzystał z możliwości ratunku, lecz kolejno podawał linę ze śmigłowca innym ocalałym. Sam zginął, utonąwszy zanim helikopter, po uratowaniu innych osób, zdążył wrócić po niego. 
Tożsamość Williamsa przez pewien czas pozostawała tajemnicą i był on określany jako "szósty pasażer". Ostatecznie został on zidentyfikowany, gdyż jako jedyny zginął na skutek utonięcia, a nie obrażeń powstałych w chwili katastrofy. 
Piąta z ocalałych osób została uratowana przez pracownika biura Kongresu, Lennego Skutnika, który skoczył do lodowatej wody i wyciągnął tonącą kobietę z rzeki.
Katastrofa lotu Air Florida nr 90, a konkretnie postawa Arlanda D. Williams Jr. i Lennego Skutnika, jest często ukazywana jako przykład odwagi i poświęcenia zwykłych ludzi w obliczu zagrożenia. Prezydent Ronald Reagan osobiście odznaczył Skutnika i wręczył pośmiertne odznaczenie rodzinie Williamsa. Ponadto, jednemu z mostów w Waszyngtonie nadano imię Arlanda D. Williamsa Jr.
Wydarzenia z tego dnia stały się podstawą do nakręcenia filmu fabularnego przez reż. Roberta Michaela Lewisa pt.: Lot 90: Katastrofa na Potomak.

## Po tragedii
Za główną przyczynę katastrofy uznano poważne błędy popełnione przez kapitana Larry'ego Wheatona. Wielokrotnie naruszył on przewidziane procedury postępowania w czasie startu w trudnych warunkach atmosferycznych: 
- Do poruszania maszyną na pasie startowym używał on odwracaczy ciągu, co przy panującej wtedy pogodzie powodowało zassanie dużych ilości lodu i pyłu śniegowego do gondol silników samolotu.
- Pokładowe systemy służące do odladzania samolotu nie zostały włączone przed startem; kapitan Wheaton uznał je za nieskuteczne.
- Aby przyspieszyć topienie się lodu, kołował swoją maszyną zaraz za startującym samolotem, by strumień gorących gazów z silników odrzutowych stopił lód na skrzydłach jego maszyny. Woda ze stopionego lodu, spływając po skrzydłach, zamarzała ponownie w kontakcie z zimnym powietrzem, co doprowadziło do oblodzenia mierników siły ciągu silników samolotu i w konsekwencji, podawania przez te mierniki fałszywie wysokich odczytów siły ciągu. Rezultatem tego był start maszyny przy o wiele zbyt niskiej prędkości, co doprowadziło do szybkiego przeciągnięcia i katastrofy.

Katastrofa lotu Air Florida nr 90 miała też skutki długofalowe. Linie lotnicze zaczęły zwracać większą uwagę na relacje między pilotami: dotychczas kapitan samolotu był jedynym i niepodważalnym autorytetem podczas całego lotu, a jego decyzje były ostateczne. Podczas kołowania i startu samolotu drugi pilot Roger Alan Pettit kilkukrotnie zwracał Wheatonowi uwagę, że odczyty z mierników siły ciągu są prawdopodobnie błędne, sugerując przerwanie startu i odlodzenie maszyny, kapitan Wheaton jednak całkowicie zignorował te uwagi. Po katastrofie lotu nr 90 znacznie zwiększono uprawnienia drugiego pilota: jeśli uznał sytuację za niebezpieczną, miał odtąd prawo podjąć działania na własną odpowiedzialność, nawet stricte wbrew poleceniom kapitana samolotu, jeśli uznał je za błędne w danej sytuacji.